# Nama lobbii
Nama lobbii är en strävbladig växtart som beskrevs av Asa Gray. Nama lobbii ingår i släktet Nama och familjen strävbladiga växter. Inga underarter finns listade i Catalogue of Life.